# V skalo vklesane cerkve, Lalibela
Enajst v skalo vklesanih cerkva Lalibele je monolitnih cerkva v zahodnem Etiopskem višavju blizu mesta Lalibela, poimenovanih po kralju Gebreju Meskelu Lalibeli iz poznega 12. in zgodnjega 13. stoletja iz rodbine Zagve, ki je naročil ogromen gradbeni projekt 11 v skalo vklesanih cerkva, da bi ponovno ustvaril sveto mesto Jeruzalem v svojem kraljestvu. Mesto še danes uporablja Etiopska pravoslavna cerkev in ostaja pomemben romarski kraj za etiopske pravoslavne vernike. Gradnja vseh 11 v skalo vklesanih cerkva je trajala 24 let.

## Zgodovina
Po lokalnem izročilu je Lalibelo (tradicionalno znano kot Roha) leta 1137 ustanovila družina Agev, imenovana Zagva ali Zagve. Cerkve naj bi bile zgrajene v času rodbine Zagve, pod vladavino kralja Gebreja Meskela Lalibele (vladal približno 1181–1221 n. št.), čeprav je bolj verjetno, da so se razvile v svojo sedanjo obliko skozi več faz gradnje in spreminjanja že obstoječih struktur.
Mesto vklesanih cerkva Lalibela je bilo prvič vključeno na Unescov seznam svetovne dediščine leta 1978.

## Arheološko najdišče
Na nadmorski višini približno 2480 metrov arheološko najdišče sestavlja pet cerkva severno od mestne reke Jordan, pet južno od reke in ena neodvisno locirana. Cerkve v vsaki skupini so povezane s sistemom predorov in jarkov. Biete Giorgis, enajsta cerkev, je z drugimi povezana z jarki. Severne cerkve so Biete Medhane Alem, Biete Marjam, Biete Golgota Mikael, Biete Meskel in Biete Denagel. Južne cerkve so Biete Amanuel, Biete Kedus Mercoreus, Biete Aba Libanos, Biete Lehem in Biete Gabriel-Rufael.

## Arhitektura
V skalo vklesane cerkve v Lalibeli so narejene s subtraktivnimi postopki, pri katerih se prostor ustvari z odstranjevanjem materiala. Od 11 cerkva so 4 prostostoječe (monolitne), 7 pa si deli steno z goro, iz katere so izklesane. Vsaka cerkev je edinstvena, kar mestu daje arhitekturno raznolikost, ki je razvidna iz človeških reliefov znotraj Bet Golgote in barvitih poslikav geometrijskih vzorcev in svetopisemskih prizorov v Bet Marjam.
V mnogih cerkvah profili in nizi vrvic delijo večje strukturne oblike na manjše dele.
Gradnja cerkva naj bi potekala v treh fazah.
Vseh 11 cerkva je nastalo s postopkom izkopavanja jarkov, ki so obkrožali monolitne in polmonolitne strukture z osnovnim orodjem kladiva in dleta, ter sistema predorov, ki je povezoval dve ločeni skupini cerkva med seboj izven skoričasti bazalt. 'Gradnja' je potekala od zgoraj navzdol.

## Verski pomen in funkcija
Cerkve Lalibele imajo pomemben verski pomen za etiopske pravoslavne kristjane. Skupaj tvorijo romarski kraj s posebno duhovno in simbolno vrednostjo, s postavitvijo, ki predstavlja sveto mesto Jeruzalem. Mesto se še naprej uporablja za vsakodnevno bogoslužje in molitev, praznovanje verskih praznikov, kot sta timkat in gena, kot dom duhovščine in kot kraj, ki vsako leto vedno bolj združuje verske pripadnike in voditelje.

## Ohranjanje
Na mestu je bilo izvedenih več nedavnih projektov ohranjanja in restavriranja, vendar so bili pri izvedbi pomanjkljivi. Projekt, v katerem ameriško veleposlaništvo financira obnovo Bet Gabriel-Rafael in nato Bet Golgotha-Mikael, je povzročil težave med različnimi stranmi, vključenimi v projekt, glede razumevanja njegovega celotnega obsega. Med Uradom za raziskovanje in ohranjanje kulturne dediščine (ARCCH) ter lokalnim odborom in cerkvijo ni bilo ustrezne komunikacije in izmenjave informacij o projektnih načrtih.
S financiranjem EU so leta 2008 postavili štiri nadstreške, ki so pokrila pet cerkva na mestu, da bi zagotovili začasen način zaščite za strukture, dokler se ne odločijo za dolgoročnejšo rešitev. Vendar so nadstreški zdaj ostali na mestu veliko dlje, kot je bilo predvideno, in zdaj posledično predstavljajo resno nevarnost za stavbe pod njimi, saj grozijo, da se bodo zrušili zaradi svoje velike teže med drugimi dejavniki. Direktor ARCCH je navedel, da je treba nadstreške odstraniti, vendar še ni nobenih dokončnih načrtov za njihovo odstranitev in kaj bo storjeno pozneje.

## Seznam cerkva
| Slika | Ime                                  | Slovensko ime                                | Lega                                                          | Opomba                                                                       |
| ----- | ------------------------------------ | -------------------------------------------- | ------------------------------------------------------------- | ---------------------------------------------------------------------------- |
|       | Biete Giorgis (ቤተ ጊዮርጊስ)             | Cerkev sv. Jurija                            | 12°01′54″N 39°02′28″E / 12.03174°N 39.04113°E Independent     | Oblikovan v križnem tlorisu                                                  |
|       | Biete Denagel (ቤተ ደናግል)              | Hiša devic                                   | Severna skupina                                               |                                                                              |
|       | Biete Golgotha Mikael (ቤተ ጎልጎታ ሚካኤል) | Hiša Golgote Mikael                          | Severna skupina                                               | Ima replike Kristusovega in Adamovega groba ter jaslic Kristusovega rojstva. |
|       | Biete Marjam (ቤተ ማርያም)               | Hiša Mirjam/Marijina hiša                    | 12°02′01″N 39°02′36″E / 12.03371°N 39.04333°E Severna skupina | Ima poslikan strop z različnimi svetopisemskimi prizori                      |
|       | Biete Medhane Alem (ቤተ መድሃኒ አለም)     | Hiša Odrešenika sveta                        | 12°02′01″N 39°02′37″E / 12.0337°N 39.0437°E Severna skupina   | Dom Križa iz Lalibele. Velja za največjo monolitno cerkev na svetu.          |
|       | Biete Meskel (ቤተ መስቀል)               | Križeva hiša                                 | 12°02′02″N 39°02′36″E / 12.033941°N 39.0434°E Severna skupina |                                                                              |
|       | Biete Abba Libanos (ቤተ አባ ሊባኖስ)      | Hiša opata Libanosa                          | 12°01′53″N 39°02′43″E / 12.03141°N 39.04518°E Južna skupina   |                                                                              |
|       | Biete Amanuel (ቤተ አማኑኤል)             | Hiša Imanuela                                | 12°01′55″N 39°02′44″E / 12.03182°N 39.04556°E Južna skupina   |                                                                              |
|       | Biete Gabriel-Rufa]] (ቤተ ገብሬል ሩፋኤል)  | hiša angelov Gabriela in Rafaela             | 12°01′52″N 39°02′41″E / 12.03120°N 39.04464°E Južna skupina   |                                                                              |
|       | Biete Lehem (ቤተ ልሄም)                 | Betlehem, hebrejsko: בֵּית לֶחֶם 'Hiša kruha'    | 12°01′54″N 39°02′40″E / 12.03169°N 39.04451°E Južna skupina   |                                                                              |
|       | Biete Kedus Mercoreus (ቤተ ማርቆርዮስ)    | hiša svetega Merkurja/hiša Marka Evangelista | 12°01′54″N 39°02′44″E / 12.03157°N 39.04548°E Južna skupina   |                                                                              |